# Acidaliodes excisa
Acidaliodes excisa är en fjärilsart som beskrevs av George Francis Hampson 1910. Acidaliodes excisa ingår i släktet Acidaliodes och familjen nattflyn. Inga underarter finns listade i Catalogue of Life.